# サミュエル・バーガー
サミュエル・バーガー(Samuel Berger、1884年12月25日-1925年2月23日)は、20世紀初頭に活躍したアメリカ合衆国のボクシング選手である。イリノイ州シカゴで生まれ、カリフォルニア州サンフランシスコで死去した。6フィート2インチ、200ポンド。

## オリンピック
サンフランシスコ・オリンピック・クラブを代表するアマチュア選手で、ボクシングが初めてオリンピック競技となった1904年セントルイスオリンピックで、ヘビー級の最初の金メダリストとなった。

## プロでのキャリア
バーガーはオリンピック後、すぐにプロに転向したが、プロになってわずか2年間で引退した。プロでの最も有名な試合は、1906年7月に行われたライトヘビー級王者のフィラデルフィア・ジャック・オブライエンとの6ラウンド判定なしの試合である。

## 殿堂入り
ユダヤ人だったバーガーは、1985年に国際ユダヤ人スポーツの殿堂に選ばれた。